# Francesco Maria Argenti
Francesco Maria Argenti (Viggiù, 1783 – Viggiù, 10 settembre 1818) è stato un architetto italiano.

## Biografia
Nato in provincia di Varese si espresse artisticamente, nella sua breve vita, principalmente nelle sue zone geografiche. A lui, che divenne professore dell'Accademia di belle arti di Brera, si deve il progetto della fontana del Mosè presso il Sacro Monte di Varese.

## Fonti
- tregiorniaviggiù